# James Marriott (juez)
Sir James Marriott (29 de octubre de 1730 - 21 de marzo de 1803) fue un destacado juez, político y académico británico de finales del siglo XVIII, mejor conocido por su servicio como juez del Tribunal Superior del Almirantazgo, el tribunal más alto de Gran Bretaña que se ocupa de asuntos navales. y asuntos marítimos. Aunque presidió varios casos navales importantes, su contribución a la historia del derecho radica principalmente en la publicación del Formulare instrumentarum, un texto sobre el derecho del almirantazgo que tuvo una influencia significativa en el derecho estadounidense en particular. Durante el resto de su carrera, Marriott fue un descarado perseguidor del favor político, poniéndose del lado de varias facciones tanto antes como durante su servicio como miembro del Parlamento por Sudbury entre 1780 y 1784 y 1796 y 1802. Tuvo menos éxito en otras áreas de su vida: se desempeñó como miembro y posteriormente como maestro en Trinity Hall, Cambridge, pero se peleó con sus colegas y rara vez asistió a la universidad. También produjo varios folletos y poemas legales, que su biografía en el Dictionary of National Biography describe como «escasos logros literarios».

## Biografía
James Marriott nació el 29 de octubre de 1730, hijo del abogado Benjamin Marriott y su esposa Esther en Twinstead Hall en Essex. En junio de 1746 fue enviado a Trinity Hall, Cambridge, y fue elegido académico en 1747 y se graduó como LLB en 1751. Aunque originalmente tenía la intención de hacer carrera en la iglesia, se pasó a la profesión jurídica en 1755, posiblemente debido a la influencia de su padrastro Everard Sayer, un destacado abogado. Completó un LLD en 1757, después de haber pasado los tres años anteriores como bibliotecario del duque de Newcastle y haber sido nombrado miembro del Trinity Hall en 1756. Posteriormente se unió al Colegio de Abogados y comenzó una carrera jurídica poco distinguida en la que publicó dos veces sobre la cuestión de los derechos de los neutrales.
Fue mientras estaba al servicio del duque de Newcastle que comenzó su obsesión de toda la vida con el mecenazgo, consiguiendo el puesto de Receptor del Impuesto sobre la Tierra de Suffolk, pero por lo demás logró poco hasta el ascenso del rey Jorge III en 1760, cuando transfirió su lealtad a los nuevos ministros del rey, alienando a Newcastle en el proceso. En 1764 fue elegido Maestro del Trinity Hall y en 1767 fue nombrado abogado del rey, aunque en ambos casos el ascenso tuvo más que ver con la falta de candidatos adecuados que con las propias capacidades de Marriott. En 1767 se desempeñó como vicerrector de la Universidad de Cambridge durante un año y en 1768 Thomas Gray le impidió ocupar el puesto de profesor de Historia Moderna.
Durante los siguientes diez años, exigió implacablemente más ascensos, provocando la ira de Lord Grafton en el proceso, pero no recibió nada más hasta 1778, cuando fue nombrado Knight Bachelor y nombrado juez del Tribunal Superior del Almirantazgo, responsable de los casos navales y marítimos. Su servicio como abogado del rey se consideró poco impresionante, en particular su falta de discreción y modales en los tribunales y sus discursos agresivos contra las colonias americanas y sus propios colegas. En 1781 fue elegido miembro del Parlamento por Sudbury como partidario de Lord North, cometiendo un grave error al sugerir seriamente, en respuesta a las afirmaciones estadounidenses de «no haber impuestos sin representación», que los estadounidenses en realidad estaban representados por Kent basándose en los estatutos originales de la Trece Colonias. Cuando North renunció, Marriott inmediatamente cambió su lealtad a Lord Shelburne y el partido pacifista, pero no disputó su escaño en las elecciones de 1784. En 1786 fue nombrado nuevamente vicerrector de la Universidad de Cambridge, pero rechazó el puesto debido a su trabajo jurídico. Posteriormente formó parte de varias juntas del almirantazgo y revisó las leyes relativas a los premios en metálico en 1793.
El estallido de las guerras revolucionarias francesas en 1793 y el correspondiente aumento de la actividad naval tensaron enormemente la carga de trabajo de Marriott, aunque tomó algunas decisiones notables, particularmente en un caso de 1794 en el que el Capitán Francis Laforey del HMS Carysfort demandó al Almirantazgo británico por el dinero del premio a ser concedido por su captura de la fragata francesa Castor en la acción de fragata del 29 de mayo de 1794. En ese caso, Marriott falló a favor del reclamo de Laforey, sentando un precedente en las leyes de salvamento. También fue reelegido para Sudbury en 1796 después de algunas actividades muy cuestionables: inicialmente apoyó al diputado existente John Coxe Hippisley, sólo para retirar su apoyo en una etapa tardía y anunciar su propia candidatura, lo que provocó que Hippisley dimitiera enojado por su comportamiento. Marriott permaneció en el Parlamento hasta 1802, poco antes de su muerte.
Marriott renunció al Almirantazgo en 1798, para ser reemplazado por Sir William Scott, generalmente considerado un hombre mucho más capaz. Regresó a Twinstead Hall y permaneció allí hasta su muerte el 21 de marzo de 1803, después de haber remodelado sustancialmente la casa y reconstruido la iglesia local. El año antes de morir creó su obra más importante, Formulare instrumentarum, un texto basado en su trabajo con el derecho del almirantazgo que tuvo una fuerte influencia en el derecho marítimo de Estados Unidos. Aparte de su trabajo final, produjo una serie de poemas y textos legales de poca distinción, descritos como «escasos logros literarios». Nunca se casó; su único intento en 1760 terminó con el rechazo tanto de la doncella como de su padre. En cambio, permaneció devoto de su madre hasta su muerte.